# Артур Янов
Артур Янов (на английски: Arthur Janov) е американски психолог и психотерапевт, създател на „Първичната терапия“ (Primal Therapy), чиято кулминация е „Първичният вик“ (Primal Scream). Негови пациенти са били Джон Ленън и Йоко Оно, но те са прекъснали терапията преди нейния завършек. Янов завършва докторантура по психология в университета Клермънт през 1960 г. В средата на 1960-те той открива „Първичната болка“ (Primal Pain), скрита в психиката на повечето хора.

## Учение
За разлика от Станислав Гроф и Карл Густав Юнг, които наблягат на целебните свойства на символите появяващи се в човешкото съзнание, Янов е по-близо до Вилхелм Райх, в позицията, че напротив — явлението на богове, мандали, пентаграми или други символи от дълбините на съзнанието на пациента по-скоро пречат на терапевтичния процес, тъй-като символите са метафори, зад които се крие истинската информация.
Според Янов почти всяко бебе или дете преживява момент, в който родителите му или родителските фигури показват, че именно в този момент не го обичат, съжаляват, че то съществува, и дори в пристъп на ярост са способни да го наранят или убият. Тъй като бебето и малкото дете са още беззащитни като растения към отрицателни емоции, за да оцелеят, те отказват да приемат като реална тази ситуация и я погребват в съзнанието. От този момент нататък целият живот на човека е оцветен от ядро на неосъзнати страх и болка. Страхът и болката оформят поведението и изборите на човека, без той да осъзнава това.

## Терапия
Терапията на Янов е разделена на 2 части:
- Първите две седмици пациентът живее отделен от всички в стая в хотел. Спряно е взимането на всички анти-стрес вещества, включително кафе, цигари, алкохол. За допълнителна беззащитност спрямо вътрешния стрес, пациентът лежи по гръб в позата на безащитност за всички бозайници, докато терапевтът го направлява да влезе по-навътре и по-навътре в скритите си спомени. Към средата на този срок пациентът отключва старите си преживявания и ги изживява отново, викайки, плачейки и умолявайки или заплашвайки своите родители. В пика на преживяването пациентът издава писък на страх и ужас (Primal Scream). Вече без никакви емоционални защити, пациентът е оголен до ядрото на своята личност, и с помощта на терапевта изгражда наново външните слоеве на своят личност, но вече като „рационална“ личност, а не като невротик. Някои пациенти на Янов са му казвали, че след терапията усещат миризми, чуват звуци и виждат цветове по-ярко, „все едно са вечно напушени с марихуана, но с ясно съзнание“ (Primal Scream, 1970).
- След първите две седмици, пациентът, с наново изградени защити вече може да се върне в живота си, при роднините, приятели и работното място, но следващите три месеца редовно се среща с други прясно излекувани пациенти, за да се подкрепят взаимно.

Докато в райхианската терапия патогенните защити на пациента се премахват чрез комбинация от класическа психоанализа и специални масажи, в първичната терапия терапевтът само създава условия пациентът да пропадне в своето подсъзнание и защитите падат по-рязко и болезнено.

## Публикации
- The Primal Scream (1970) ISBN 0-349-11829-9 – (revised 1999)
- The Anatomy of Mental Illness (1971)
- The Primal Revolution: Toward a Real World (1972) ISBN 0-671-21641-4
- The Feeling Child (1973) ISBN 0-349-11832-9
- Primal Man: The new consciousness (1976) ISBN 0-690-01015-X
- Prisoners of Pain (1980) ISBN 0-385-15791-6
- Imprints: The Lifelong Effects of the Birth Experience (1984) ISBN 0-399-51086-9
- New Primal Scream: Primal Therapy 20 Years on (1992) ISBN 0-942103-23-8
- Why You Get Sick and How You Get Well: The Healing Power of Feelings (1996) ISBN 0-7871-0685-2
- The Biology of Love (2000) ISBN 1-57392-829-1
- Primal Healing: Access the Incredible Power of Feelings to Improve Your Health (2006) ISBN 1-56414-916-1
- The Janov Solution: Lifting Depression Through Primal Therapy (2007) ISBN 1-58501-111-8